# JFK: Reloaded
『JFK: Reloaded』は、ジョン・F・ケネディ米大統領の暗殺の再現をテーマとしたビデオゲームである。暗殺事件41周年に当たる2004年11月22日、スコットランドに拠点を置くTraffic Gamesによってリリースされた。開発者らは本作の目的を「身近に歴史を届ける」ことであり、またウォーレン委員会による調査結果の証明につなげる事であったと主張している。

## ゲーム内容
プレイヤーは暗殺犯とされているリー・ハーヴェイ・オズワルドを演じ、ケネディ大統領の暗殺を試みる。暗殺方法がウォーレン委員会の報告書に近ければ近いほど高いスコアが与えられる。Traffic Gamesが主張するところによれば、このゲームの主たる目的は「世界初の大量参加型法医学的解釈の実行により、1963年11月22日の出来事について最も可能性が高い事実を確立すること」(to establish the most likely facts of what happened on 1963-11-22 by running the world’s first mass-participation forensic construction)であり、プレイヤーはゲームを通じてオズワルドが犯人である可能性が高いことを知ることが出来るため、結果としてウォーレン委員会報告書の正しさの証明に繋がるのだという。
当初、プレイヤーはオンライン上でスコアを登録し、いかにウォーレン委員会報告書に近い暗殺を行えたかを競うことができたが、スコア登録は2005年2月22日で終了している。このスコア競争キャンペーンには最大100,000ドルの賞金が設定されていたが、最終的に用意された賞金は10,712ドルであった。スコア競争キャンペーンの終了後、ゲーム本体の値段は4.99ドルまで値下げされた。さらに2005年8月に公式サイトが閉鎖される直前には無料ダウンロードが可能になっていた。
ゲームはウォーレン委員会報告書に基いて作られており、ケネディ大統領のリムジンが通りへ現れる28秒前からスタートする。プレイヤーはマウスを用いて照準および発砲を行う。発砲は自由に行えるが、スコアは最初の3発のみで加算され、それ以外の発砲は全て減点対象となる。銃弾は最大で39発まで発射できる。リムジンがトンネル内に去るか、スタートから一定時間が経過するとゲームが終了する。またスペースキーを押せばいつでもゲームを終了することができる。

### リプレイと弾道
ゲーム内では登場するキャラクターは全て「アクター」(actors)と呼ばれている。アクターのいずれかに銃弾が命中すると、シークレットサービスのクリント・ヒルがリムジンの後ろに飛び乗り、またこれにあわせてリムジンの速度も落ちる。プレイヤーが最後の発砲で大統領の頭を吹き飛ばすと、大統領夫人ジャクリーン・ケネディが後部トランクに身を乗り出す場面が再現される。当初のリリース時には実際にカルカノM91/38小銃で6.5x52mm弾を発射した時と比べてゲーム内の弾道の落ち込みが強調されていた。後のパッチで弾道の問題は修正され、これに加えて「草の茂った丘」や「ダルテックスビル」など、「テキサス教科書倉庫ビル」以外にも狙撃地点と疑われている箇所からの狙撃が選択できるようになった。ゲームが終了すると、プレイヤーはフリーカメラや弾道追尾カメラを含む12個のカメラから自らの狙撃のリプレイを見ることができる。リザルト画面では発砲と着弾を確認して、それに基づくスコアが記録される。得点上限は1000点で、前述のスコア競争キャンペーンにおける最高得点は784点であった。

## 評価
ケネディ大統領の弟エドワード・ケネディ上院議員は「卑劣」(despicable)という言葉を用いて本作を非難し、ジョー・リーバーマン上院議員も「このゲームで非常に気分が悪くなった」(was sickened by the game)と述べた。青少年向けのメディア教育組織であるChildren NOWは、Traffic Softwareが主張する本作の教育上のメリットを否定する声明を発表した。同団体の代表であるクリスティ・グラーブキ(Christy Glaubke)は「これが教えるのは暗殺者になる方法だけでしょう」とコメントした。ただし、本作が「子供向け」でないことはTraffic Software側も明言している。
Traffic Softwareのマネージングディレクターのカーク・ユーイング(Kirk Ewing)は「我々は、多くの人々がこの検証に参加してくれることで、他の誰かがケネディ大統領暗殺に関与していたという事についてきっぱりと反証を示す事が出来うると心から信じているのです」と述べている。

## 大衆文化
TVシリーズ『LAW & ORDER:性犯罪特捜班』(Law & Order: Special Victims Unit)シーズン7の第6話『危険な革命家』(Raw)のエピソードでは十代のネオナチらの架空のウェブサイトBlitzkriegKids.comが登場するが、このサイト内に本作へのリンクがある。登場人物の1人であるジョン・マンチ刑事はケネディ暗殺事件にまつわる陰謀論を信じている人物で、このリンクを見て「JFK Reloadedって何だ？」(What the hell is 'JFK Reloaded'?)と発言する。